# US Open 1986 (tennis)
De 106e editie van het Amerikaanse grandslamtoernooi, het US Open 1986, werd gehouden van dinsdag 26 augustus tot en met zondag 7 september 1986. Voor de vrouwen was het de 100e editie. Het toernooi werd gespeeld op het terrein van het USTA Billie Jean King National Tennis Center, gelegen in Flushing Meadows in het stadsdeel Queens in New York.

## Belangrijkste uitslagen
Mannenenkelspel

Finale: Ivan Lendl won van Miloslav Mečíř met 6-4, 6-2, 6-0
Vrouwenenkelspel

Finale: Martina Navrátilová won van Helena Suková met 6-3, 6-2
Mannendubbelspel

Finale: Andrés Gómez en Slobodan Živojinović wonnen van Joakim Nyström en Mats Wilander met 4-6, 6-3, 6-3, 4-6, 6-3
Vrouwendubbelspel

Finale: Martina Navrátilová en Pam Shriver wonnen van Hana Mandlíková en Wendy Turnbull met 6-4, 3-6, 6-3
Gemengd dubbelspel

Finale: Raffaella Reggi en Sergio Casal wonnen van Martina Navrátilová en Peter Fleming met 6-4, 6-4
Meisjesenkelspel

Finale: Elly Hakami (VS) versloeg Shaun Stafford (VS) met 6-2, 6-1
Meisjesdubbelspel

Finale: Jana Novotná (Tsjecho-Slowakije) en Radomira Zrubáková (Tsjecho-Slowakije) wonnen van Olena Brjoechovets (Sovjet-Unie) en Leila Meschi (Sovjet-Unie) met 6-4, 6-2
Jongensenkelspel

Finale: Javier Sánchez (Spanje) won van Franco Davín (Argentinië) met 6-2, 6-2
Jongensdubbelspel

Finale: Tomás Carbonell (Spanje) en Javier Sánchez (Spanje) wonnen van Jeff Tarango (VS) en David Wheaton (VS) met 6-4, 1-6, 6-1
1881 · 1882 · 1883 · 1884 · 1885 · 1886 · 1887 · 1888 · 1889 · 1890 · 1891 · 1892 · 1893 · 1894 · 1895 · 1896 · 1897 · 1898 · 1899 · 1900 · 1901 · 1902 · 1903 · 1904 · 1905 · 1906 · 1907 · 1908 · 1909 · 1910 · 1911 · 1912 · 1913 · 1914 · 1915 · 1916 · 1917 · 1918 · 1919 · 1920 · 1921 · 1922 · 1923 · 1924 · 1925 · 1926 · 1927 · 1928 · 1929 · 1930 · 1931 · 1932 · 1933 · 1934 · 1935 · 1936 · 1937 · 1938 · 1939 · 1940 · 1941 · 1942 · 1943 · 1944 · 1945 · 1946 · 1947 · 1948 · 1949 · 1950 · 1951 · 1952 · 1953 · 1954 · 1955 · 1956 · 1957 · 1958 · 1959 · 1960 · 1961 · 1962 · 1963 · 1964 · 1965 · 1966 · 1967
↓ open tijdperk ↓
1968 (m-v-md-vd-gd) ·
1969 (m-v-md-vd-gd) ·
1970 (m-v-md-vd-gd) ·
1971 (m-v-md-vd-gd) ·
1972 (m-v-md-vd-gd) ·
1973 (m-v-md-vd-gd) ·
1974 (m-v-md-vd-gd) ·
1975 (m-v-md-vd-gd) ·
1976 (m-v-md-vd-gd) ·
1977 (m-v-md-vd-gd) ·
1978 (m-v-md-vd-gd) ·
1979 (m-v-md-vd-gd) ·
1980 (m-v-md-vd-gd) ·
1981 (m-v-md-vd-gd) ·
1982 (m-v-md-vd-gd) ·
1983 (m-v-md-vd-gd) ·
1984 (m-v-md-vd-gd) ·
1985 (m-v-md-vd-gd) ·
1986 (m-v-md-vd-gd) ·
1987 (m-v-md-vd-gd) ·
1988 (m-v-md-vd-gd) ·
1989 (m-v-md-vd-gd) ·
1990 (m-v-md-vd-gd) ·
1991 (m-v-md-vd-gd) ·
1992 (m-v-md-vd-gd) ·
1993 (m-v-md-vd-gd) ·
1994 (m-v-md-vd-gd) ·
1995 (m-v-md-vd-gd) ·
1996 (m-v-md-vd-gd) ·
1997 (m-v-md-vd-gd) ·
1998 (m-v-md-vd-gd) ·
1999 (m-v-md-vd-gd) ·
2000 (m-v-md-vd-gd) ·
2001 (m-v-md-vd-gd) ·
2002 (m-v-md-vd-gd) ·
2003 (m-v-md-vd-gd) ·
2004 (m-v-md-vd-gd) ·
2005 (m-v-md-vd-gd) ·
2006 (m-v-md-vd-gd) ·
2007 (m-v-md-vd-gd) ·
2008 (m-v-md-vd-gd) ·
2009 (m-v-md-vd-gd) ·
2010 (m-v-md-vd-gd) ·
2011 (m-v-md-vd-gd) ·
2012 (m-v-md-vd-gd) ·
2013 (m-v-md-vd-gd) ·
2014 (m-v-md-vd-gd) ·
2015 (m-v-md-vd-gd) ·
2016 (m-v-md-vd-gd) ·
2017 (m-v-md-vd-gd) ·
2018 (m-v-md-vd-gd) ·
2019 (m-v-md-vd-gd) ·
2020 (m-v-md-vd) ·
2021 (m-v-md-vd-gd) ·
2022 (m-v-md-vd-gd) ·
2023 (m-v-md-vd-gd)  ·
2024 (m-v-md-vd-gd)
Lijst van US Openwinnaars